# Alejandro Vigil
Alejandro Vigil González (Siero, 11 febbraio 1993) è un pallavolista spagnolo, centrale dello SCM Zalău.

## Carriera

### Club
La carriera di Alejandro Vigil inizia nelle formazioni giovanili del Club Voleibol Siero, prima di essere selezionato per partecipare alla Concentración Permanente Masculina di Palencia, progetto federale per la formazione dei giovani pallavolisti, dove rimane dal 2009 al 2013 disputando con la maglia del Palencia il campionato spagnolo di seconda divisione: nella stagione 2011-12 conquista sia la vittoria del campionato cadetto che la coppa di categoria.
Dalla stagione 2013-14 si trasferisce in Italia, tesserato per il Milano: impegnato in Serie A2, con la squadra lombarda raggiunge la promozione in massima serie, dove debutta nell'annata seguente. Dal campionato 2015-16 si trasferisce nuovamente in patria, disputando la Superliga con la maglia del Teruel mentre in quella successiva è al Maaseik, nella massima divisione belga.
Torna in Italia per la stagione 2017-18 accasandosi all'Aversa, ancora una volta in serie cadetta, prima di un'esperienza biennale in Francia, dove disputa la Ligue A con il Narbonne nelle stagioni 2018-19 e 2019-20.
Rientra in Spagna nell'annata 2020-21, accettando la proposta dell'Almería, mentre in quella successiva torna nella Liga A belga, vestendo la maglia dell'Aalst. Nella stagione 2022-23 è ancora in Italia a difendere in colori della Lupi Santa Croce, in Serie A2.
Per l'annata 2023-24 si trasferisce per la prima volta in Romania, accettando la proposta dello SCM Zalău.

### Nazionale
Convocato dalle diverse selezioni nazionali giovanili spagnole, partecipa al campionato mondiale under 19 2011 e al campionato europeo under 20 2012: in entrambe le competizioni perde la finale, ottenendo la medaglia d'argento.
Nel 2011 esordisce in nazionale maggiore, con cui nel 2018 vince la medaglia d'argento ai XVIII Giochi del Mediterraneo.

## Palmarès

### Club
- Coppa del Principe: 1

2012-13

### Nazionale (competizioni minori)
- Campionato mondiale under 19 2011
- Campionato europeo under 20 2012
- Giochi del Mediterraneo 2018

### Premi individuali
- 2011 - Campionato mondiale under 19: Miglior muro